# Liste der amtierenden deutschen Landesarbeitsminister
Landesarbeitsminister leiten in den deutschen Ländern das für die Arbeitsmarktpolitik zuständige Landesministerium. Bestanden früher noch öfter eigenständige Oberste Landesbehörden für den Geschäftsbereich „Arbeit“, ist dieses Ressort heute in jedem Land Teil von Mischbehörden mit weiteren Zuständigkeiten, darunter oft „Soziales“ und „Wirtschaft“.
Im Rahmen des kooperativen Föderalismus arbeiten die Arbeitsminister der Länder in der Arbeits- und Sozialministerkonferenz (kurz ASMK) zusammen, an deren Sitzungen auch der für Arbeit und Soziales zuständige Bundesminister regelmäßig teilnimmt. Durch ihre Mitgliedschaft im Bundesrat – insbesondere in dessen Ausschuss für Arbeit, Integration und Sozialpolitik – wirken die Arbeitsminister an der Gesetzgebung des Bundes mit.

## Amtierende Landesarbeitsminister der deutschen Länder
Von den amtierenden 16 Landesarbeitsministern sind neun Frauen und sieben Männer. Elf Amtsinhaber gehören der SPD und vier den Unionsparteien (CDU/CSU). Einer ist parteilos. Die längste Amtszeit der gegenwärtigen Landesarbeitsminister weist (Stand Dezember 2024) Petra Grimm-Benne (SPD, seit April 2016 in Sachsen-Anhalt) auf.
| Land                   | Oberste Landesbehörde                                                                                | Name                     | Amtsantritt       | Regierung/-en 1                | Partei | Partei    | Bild |
| ---------------------- | --- | ------------------------ | ----------------- | ------------------------------ | ------ | --------- | ---- |
| Baden-Württemberg      | Ministerium für Wirtschaft, Arbeit und Tourismus                                                     | Nicole Hoffmeister-Kraut | 12. Mai 2016      | Kretschmann II Kretschmann III |        | CDU       |      |
| Bayern                 | Bayerisches Staatsministerium für Familie, Arbeit und Soziales                                       | Ulrike Scharf            | 23. Februar 2022  | Söder II Söder III             |        | CSU       |      |
| Berlin                 | Senatsverwaltung für Arbeit, Soziales, Gleichstellung, Integration, Vielfalt und Antidiskriminierung | Cansel Kiziltepe         | 27. April 2023    | Wegner                         |        | SPD       |      |
| Brandenburg            | Ministerium für Wirtschaft, Arbeit, Energie und Klimaschutz                                          | Daniel Keller            | 11. Dezember 2024 | Woidke IV                      | SPD    |           |      |
| Bremen                 | Die Senatorin für Arbeit, Soziales, Jugend und Integration                                           | Claudia Schilling        | 5. Juli 2023      | Bovenschulte II                | SPD    |           |      |
| Hamburg                | Behörde für Wirtschaft, Arbeit und Innovation                                                        | Melanie Leonhard         | 7. Mai 2025       | Tschentscher III               | SPD    |           |      |
| Hessen                 | Hessisches Ministerium für Arbeit, Integration, Jugend und Soziales                                  | Heike Hofmann            | 18. Januar 2024   | Rhein II                       | SPD    |           |      |
| Mecklenburg-Vorpommern | Ministerium für Wirtschaft, Infrastruktur, Tourismus und Arbeit                                      | Wolfgang Blank           | 11. Dezember 2024 | Schwesig II                    |        | parteilos |      |
| Niedersachsen          | Niedersächsisches Ministerium für Soziales, Arbeit, Gesundheit und Gleichstellung                    | Andreas Philippi         | 25. Januar 2023   | Weil III Lies                  |        | SPD       |      |
| Nordrhein-Westfalen    | Ministerium für Arbeit, Gesundheit und Soziales                                                      | Karl-Josef Laumann       | 30. Juni 2017     | Laschet Wüst I Wüst II         |        | CDU       |      |
| Rheinland-Pfalz        | Ministerium für Arbeit, Soziales, Transformation und Digitalisierung                                 | Dörte Schall             | 10. Juli 2024     | Schweitzer                     |        | SPD       |      |
| Saarland               | Ministerium für Arbeit, Soziales, Frauen und Gesundheit                                              | Magnus Jung              | 26. April 2022    | Rehlinger                      | SPD    |           |      |
| Sachsen                | Sächsisches Staatsministerium für Wirtschaft, Arbeit, Energie und Klimaschutz                        | Dirk Panter              | 19. Dezember 2024 | Kretschmer III                 | SPD    |           |      |
| Sachsen-Anhalt         | Ministerium für Arbeit, Soziales, Gesundheit und Gleichstellung                                      | Petra Grimm-Benne        | 25. April 2016    | Haseloff II Haseloff III       | SPD    |           |      |
| Schleswig-Holstein     | Ministerium für Wirtschaft, Verkehr, Arbeit, Technologie und Tourismus                               | Claus Ruhe Madsen        | 29. Juni 2022     | Günther II                     |        | CDU       |      |
| Thüringen              | Thüringer Ministerium für Soziales, Gesundheit, Arbeit und Familie                                   | Katharina Schenk         | 13. Dezember 2024 | Voigt                          |        | SPD       |      |